# 鄭阜義
鄭阜義，（1389年—？），字公宜，浙江寧波府鄞縣西北隅人，明朝政治人物。進士出身。

## 生平
浙江鄉試八十四名。永樂十年（1412年）壬辰科會試二 十四名，殿試登進士第二甲第十名，授山東參政。此後改任廣東參政，頗有政績，後因病去世。

## 家族
曾祖鄭必達。祖父鄭以昇。父亲鄭孟芳。